# Rob Font
Robert Spencer Font, född 25 juni 1987 i Leominster, är en amerikansk MMA-utövare som sedan 2014 tävlar i organisationen Ultimate Fighting Championship.